# Ilha Viscaíno

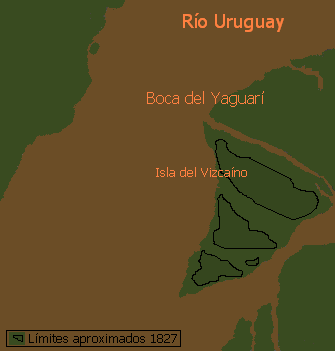
Ilha Viscaíno e o Arroio Jaguari.

A Ilha Viscaíno é uma ilha uruguaia, localizada na desembocadura do arroio Jaguari, (33° 21′ 38″ S, 58° 25′ 07″ O), o braço norte da desembocadura do rio Negro no rio Uruguai no Uruguai. É limitada pelo rio Negro ao sul, pelo riacho Viscaíno ao leste, o rio Uruguai ao norte e o arroio Jaguari no oeste.

## História
Entre 1683 e 1685, o capitão Pedro Millán mudou a redução indígena dos  chanás e charruas de Jaguari Mirim para a ilha Viscaíno.
No arroio 'Jaguari', durante a Guerra Cisplatina, houve um combate, em  29 de dezembro de 1826 entre a esquadra argentina do almirante Guillermo Brown e a Terceira Divisão Imperial brasileira comandada por Sena Pereira. A esquadra imperial se refugiou no arroio, onde foi alcançada pela argentina. Por causa de falta de vento e do canal estreito, que impediram uma adequada movimentação dos barcos, a ação não passou de uma escaramuça, estendendo-se até  30 de dezembro. Impedido de subir pelo canal, Brown se retirou até o sul, em direção a Punta Gorda para esperar aos brasileiros. Antes disso desembarcou um destacamento na ilha Viscaíno para matar o gado livre e também enviou ordens à milícia de Santo Domingo de Soriano para que dificultasse o abastecimiento dos brasileiros, que se retiraram para o norte, até Concepción del Uruguay (então chamada de Arroio da China), onde conseguiram alimentos. Esse enfrentamento foi o começo das operações que culminaram na vitória republicana na Batalha de Juncal.
Durante a Guerra Grande, foi ocupada por Garibaldi, no comandava de dois brigues, o  Cagancha, com 64 homens,, e o 28 de marzo com 36 tripulantes, além de outras embarcações, um pouco antes da ocupação de Salto, em 3 de novembro de 1845.